# Christopher Gartin
Christopher Russell Gartin (* 12. Januar 1968 in New York City, New York) ist ein US-amerikanischer Schauspieler. Bekanntheit erlangte er sowohl mit zahlreichen Kinoproduktionen wie Tremors 2 – Die Rückkehr der Raketenwürmer oder Flightplan, sowie auch durch zahlreiche Fernsehproduktionen, darunter Law & Order und CSI: Den Tätern auf der Spur.

## Filmografie (Auswahl)
- 1984: Moving In – Eine fast intakte Familie (Firstborn)
- 1989: Baywatch – Die Rettungsschwimmer von Malibu (Baywatch, Fernsehserie, eine Folge)
- 1989: Ein Zwilling kommt selten allein (Parent trap III)
- 1991: Danielle Steel – Unter dem Regenbogen (Changes)
- 1994–1997: M.A.N.T.I.S. (Fernsehserie, 22 Folgen)
- 1996: Tremors 2 – Die Rückkehr der Raketenwürmer (Tremors II – Aftershocks)
- 2004: Crossing Jordan – Pathologin mit Profil (Crossing Jordan, Fernsehserie, eine Folge)
- 2005: Flightplan – Ohne jede Spur (Flightplan)
- 2006: Dr. House (House, Fernsehserie, eine Folge)
- 2009: True Blood (House, Fernsehserie, drei Folgen)
- 2009: The Goods – Schnelle Autos, schnelle Deals (The Goods: Live Hard, Sell Hard)
- 2010: Black Swan
- 2010: Numbers – Die Logik des Verbrechens (NUMB3RS, Fernsehserie, eine Folge)
- 2010: CSI – Den Tätern auf der Spur (CSI, Fernsehserie, Staffel 11 Folge 2)
- 2011: Desperate Housewives (Fernsehserie, eine Folge)
- 2014: Perception (Fernsehserie, eine Folge)
- 2014: Transcendence
- 2015: Navy CIS (NCIS, Fernsehserie, eine Folge)
- 2021: Ultrasound